# Kinnear (Wyoming)
Kinnear è una comunità non incorporata nella parte centrale della contea di Fremont, Wyoming, Stati Uniti. Si trova lungo le concomitanti U.S. Highways 26 e 287 all'incrocio con la Wyoming Highway 133, a nord-ovest della città di Riverton e a nord della città di Lander, il capoluogo della contea di Fremont. La sua altitudine è di 5 400 piedi (1 646 m). Sebbene Kinnear non è incorporata, ha un ufficio postale, con lo ZIP code 82516.
L'educazione pubblica nella comunità di Kinnear è fornita dal Fremont County School District #6.